# 多瑙新城
多瑙新城（匈牙利語：Dunaújváros，發音：[ˈdunɒuːjvaːroʃ]），1951年至1961年期间称斯大林城（Sztálinváros），位于匈牙利中部费耶尔州多瑙河畔，在布达佩斯以南大约50公里，是该国最年轻的城市之一，于1950年匈牙利工业化进程中建立。 这里过去是个小村子，现在建有钢铁厂。

## 友好城市
- 英国考文垂
- 法國维勒瑞夫